# Termik

(1): talajon felmelegedett levegő, (2): termikben haladó vitorlázógép útja, (3): leáramlás, (A): gomolyfelhő

A termik a környező levegőhöz képest melegebb, és ezért emelkedő légáramlás, amely az atmoszféra alacsonyabb rétegeiben keletkezik.

## Kialakulása
A termikek kialakulásában több tényező játszik szerepet. Az egyik tényező a napsugárzás, amely felmelegíti a Föld felszínét. A napsugárzás erőssége függ az évszaktól és a sugarak beesési szögétől, mennyiségét a felhőzet is befolyásolja. A termikképződés másik fontos eleme a talajminőség; minél jobb a talaj hőtároló képessége, minél kevesebb sugárzást ver vissza, annál kedvezőbbek a feltételek. A talaj nedvességtartalma is fontos szerepet játszik. Végül, a légkör stabilitása is meghatározó: minél labilisabb a levegő, annál erősebbek a termikek. A „talaj” itt általánosabb értelemben értendő, amibe beletartoznak a növények, illetve az épületek is (pl. épületcsoport vagy sárga búzamező fölött felfelé húzó légáramlás, „kémény” alakul ki).

## Termik a repülésben
Az 1920-as évek közepén fedezték fel a vitorlázó repülőgépek, hogy egy addig ismeretlen jelenség, a termik segítségével nagy magasságba emelkedhetnek (ami akár 6–7000 m is lehet), és ezután nagy távolságokat is megtehetnek. Addig csak a lejtővitorlázást ismerték, azaz a gép egy magasabb hegytetőről indulva az alacsonyabban fekvő völgy felé tudott vitorlázni, fokozatosan vesztve a magasságából. A termik lehetővé teszi a (jellemzően motor nélküli) repülő eszköz emelkedését. Ez az úgynevezett termikvitorlázás. Az 1930-as évektől szűkebb fordulóra képes, ezért a termiket jobban kihasználó vitorlázó repülőgépeket kezdtek építeni.
A termikeket a vitorlázó repülőgépek, függővitorlázók (sárkányrepülők és siklóernyők), távirányítású modellrepülők és egyéb, levegőnél nehezebb és motor nélküli repülőeszközök, valamint egyes madárfajok emelkedés céljából használják. A feláramló meleg levegőben köröző repülőgép magasságot nyer, ahogy a légáramlat „felfelé húzza”. Ez tipikusan megfigyelhető, amikor a vitorlázó repülők egy helyre tömörülnek, és körbe-körbe haladnak, „termikelnek”. A termik külső peremén leáramlás (illetve az ellentétes irányú áramlások határán turbulencia) jön létre, amely veszélyes lehet például a kis tömegű távirányítású modellrepülők számára, melyek így alacsony magasságban könnyen instabillá válhatnak, hirtelen lezuhanhatnak. Siklóernyők sokszor a termik szélén levő turbulencia miatt csukódnak be.
Termikeket sík vidéken általában különböző felszínborítottságú helyek találkozásánál (például erdő-mező, szántó-település stb.) figyelhetünk meg, míg hegyvidékeken többnyire a hegyek szél felőli (alpesi körülmények között a napsütötte) oldalán találhatunk. A termiket a pilóták a „fenekükkel érzik” (gyorsulás felfelé), míg a modellrepülőknél hirtelen ugrás látható a távolból. Az emelő légáramlatokat jelzi a variométer nevű műszer is. Párszor keresztülhaladva rajta, behatárolhatjuk pontos helyét, majd benne körözve felhasználhatjuk emelkedésre. Vitorlázó repülésben (motoros repülőgépek a termiket rosszabbul hasznosítják nagyobb össztömegük miatt) a 0–3 m/s emelő sebességű termik a gyakori, az 5–6 m/s-os már ritka, ennél nagyobb függőleges sebességű termik szinte sohasem fordul elő Magyarországon. A kisebb tömegű, lassabb és kisebb körön forduló függővitorlázók szűkebb termikeket is ki tudnak használni, ráadásul a termik magjában (a leggyorsabban emelkedő részben) is benn tudnak maradni, így hazai viszonyok között általában 2–6 m/s (extrém esetekben 10–12 m/s) emelkedés megszokott. A termikek tetején általában egy felhő jelenik meg, amikor a feláramlás hőmérséklete a harmatponti hőmérsékletre csökken, és a vízgőz kicsapódik. A vízgőz kicsapódásával sok energia szabadul fel, és ez a felhő belsejében további erős feláramlást hoz létre, ami akár a 20–30 m/s-os sebességet is elérheti. Az erős feláramlás erős lefelé irányuló áramlással is jár.